# Cupania belizensis
Cupania belizensis  es una especie de  plantas de flor  perteneciente a la familia Sapindaceae.
En el bosque Cupania belizensis es reconocido por sus hojas, las cuales despiden un olor sui generis al machacarlas.  Hojas  verdosas en el haz, y más claras en el envés, donde las nervaduras están poco definidas.   Es un árbol que alcanza 15 m de altura y 2 a 4 dm de diámetro.   Crece en los bosques subtropicales húmedos, a altitudes de 0 a 600 m s. n. m.  Fue muy usado por los mayas para incienso, de sus rituales.  
Fruto drupa pequeña, verde, que seca y abre con valvas de forma de flor, castañas, y semillas negras.
Madera rojiza, se usa para construcciones rurales, para el instrumento marimba, para combustible.  No se lo explota comercialmente, excepto para fabricar incienso, que es quemado en festivales y ofrendas, las cuales tendrían función purificadora, y de transmisora de mensajes espirituales.

## Nombre comunes
- Rabo de cojolite, chonté, copal, gumbolindo, palo de carbón